# クロソイ
クロソイ（黒曹以、学名：Sebastes schlegelii）は、メバル属の魚類。黒い腹びれ・尻びれ・尾びれを持つ、全体的に黒い魚である。「北海道の鯛」の異名を持つ。

## 特徴
頭に8つの弱い棘を持つ。上あごに3つの棘があり、棘の有無で外見の似ているキツネメバルと区別できる。若い個体は黒く、年齢を重ねると灰色のまだら模様になり、しばしば白に近付く。水域によって体色・体長が大きく変わりうる。寿命は最長で18年になり、長生きする個体は、平均的な個体よりはるかに大きくなる。平均的な魚体は30 - 40 cmくらいで、最大の記録は体長60 cm、体重3 kgである。甲殻類や小魚を餌にする。縄張りを持ち、侵入者には体当たりして防戦する。
日本（主に北海道から九州北部）、朝鮮半島、中国の沿岸部に生息する。大陸棚で発生する遠海魚である。仔魚は表層、稚魚は藻場・岩礁に棲み、2歳の秋から冬にかけて水深50 - 100 mの岩礁域に移動する。他の遠海魚と同様に、ほとんどの時間を水柱や荒い地形の中で過ごす。昼間は岩礁や人工漁礁に身を潜め、日没以降に集団で遊泳する。
体内受精で繁殖し、メスは卵が発達するまで精子をため込む（卵胎生）。12月から1月に交尾し、3 - 4月に受精、40日ほどメスの胎内で育てて仔魚を生む。交尾は深海で、出産は浅海で行う。大半の若い個体は冬の終わりから早春にかけて育てられる。メスは産卵期ごとに12.5万個から120万個の卵を生産する。ただしすべての卵を毎年放出するのではなく、時折卵を体に吸収するのが観察されている。大きなメスは1度に20万匹以上を出産する。
Lepeophtheirus elegans という寄生虫はクロソイから検出されている。
魚名のクロは黒い魚、ソイとは磯魚（いそいお→そい）という意味である。地方名はクロカラ（富山県）、クロゾイ（北海道・千葉県）、クロメバル（田辺）、ゴマソイ（仙台）、タケノコメバル（下関）、ナガラゾイ（北海道）、モヨ（東京都）、ワガ（静岡県）など。アイヌ語ではソイという。

## 人間との関係
釣りの対象となる。ほぼ周年で日本全国の沿岸部で釣れるが、特に北日本に多い。

### 漁業
沿岸・浅瀬・岩場（岩礁）に生息するため、漁業上の困難を伴うが、北東アジアの沿岸漁業において重要な位置にある。北海道では十勝・釧路・根室管内以外の沿岸部で、春と秋に定置網・刺し網・底建て網で漁獲する。これらの漁法はクロソイを狙ったものではなく、他の魚類との混獲によって漁獲する。1990年代の漁獲量は、北海道で年間200 - 300 t、西九州で300 - 1,200 tほどである。
香川県・長崎県・三重県・福井県などで養殖が行われるが、生産量は少ない。漁獲した個体を交尾させて仔魚を産ませ、5 - 8 cmになったところで放流する栽培漁業も行われる。1987年から放流が行われている。成長が早く、放流箇所からあまり動かないことから漁業関係者の栽培漁業に対する期待が大きい。
2021年2月22日、福島県新地町沖で漁獲されたクロソイから、日本の食品基準値（100 Bq/kg）の5倍となる放射性セシウムが検出されたため、福島県漁業協同組合連合会は出荷を停止した。福島県沖で漁獲される魚から基準値を超える放射性物質が検出されるのは2019年2月以来のことで、以降は検査を受けた99.9%が検査装置で検出できる限界を下回る放射性濃度であった。このため福島第一原子力発電所の港湾内で魚類が出入りしている可能性があるという。その後しばらく基準値を超える検体は確認されていなかったが、4月1日に南相馬市沖で採取された個体が基準値を超えたため、原子力災害対策本部は出荷制限を指示した。ただし、福島県漁業協同組合連合会は2月に放射性物質が検出されて以降、出荷を自粛しており、2020年に福島県で漁獲されたクロソイは3 tと全体の1%にも満たない。

### 食

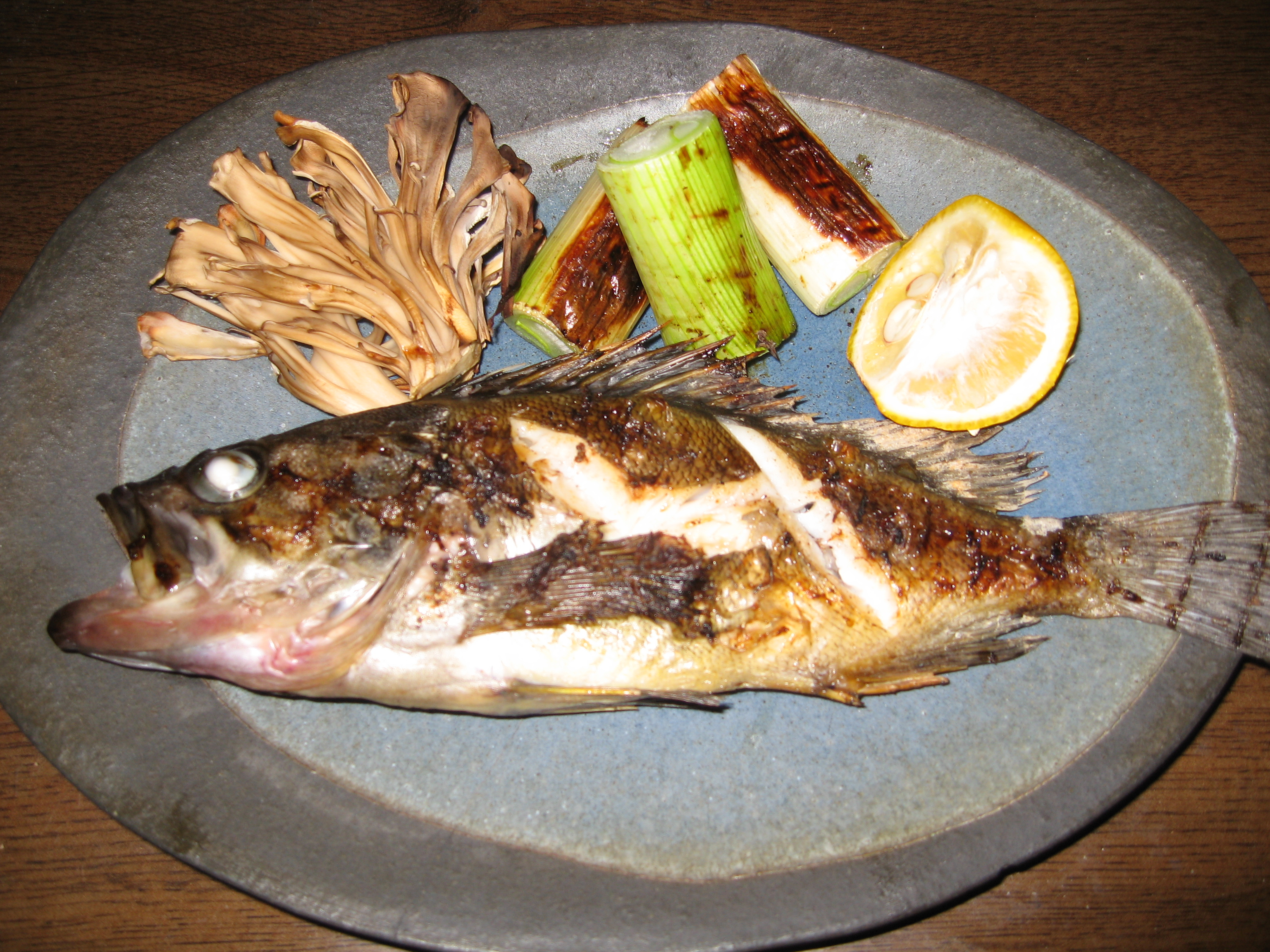
塩焼き

店頭には活魚・鮮魚・冷凍状態で並ぶ。ソイの中では最も美味とされるが、サイズや海域によってはわずかに磯臭さをもつことがある。白身魚であり、塩焼き・煮付けやから揚げにして食べる。ただし煮崩れしやすいので注意を要する。小ぶりのクロソイをから揚げにし、餡をかけた料理は料亭で供されることがある。新鮮なものは刺身にすることができる。皮も美味とされ、皮つきのサクに熱湯をかけて表面を白くし、松皮造りにする調理法がある。漁獲量が多くないため加工原料としては重要でないが、一部地域で高級蒲鉾の原料として利用する。
北海道室蘭市の「市の魚」に指定されており、室蘭観光推進連絡会議は室蘭カレーラーメン・室蘭やきとりと並ぶ「むろらん3大グルメ」の1つと紹介している。